# Amphitecna macrophylla
Amphitecna macrophylla là một loài thực vật có hoa trong họ Chùm ớt. Loài này được (Seem.) Miers ex Baill. mô tả khoa học đầu tiên năm 1882.